# 柴納鎮區 (密歇根州)
柴納鎮區（英語：China Township）是位於美國密歇根州聖克萊爾縣的一個特設鎮區。

## 地方資料
柴納鎮區的面積為89.00平方千米，當中陸地面積為89.00平方千米，而水域面積為0.00平方千米。根據2020年美國人口普查的數據，當地共有人口3509人，而人口密度為每平方千米39.43人。